# Protea glabra
Protea glabra är en tvåhjärtbladig växtart som beskrevs av Carl Peter Thunberg. Protea glabra ingår i släktet Protea och familjen Proteaceae. Inga underarter finns listade i Catalogue of Life.